# Cyclura lewisi
Cyclura lewisi är en reptil i familjen leguaner som förekommer endemiskt på Grand Cayman.
Typiskt för arten är den blåa färgen av huvudet och av bålens främre del. Hos äldre hannar och honor finns en kam av taggar på ryggen och svansen. Efter den blåa delen blir kroppsfärgen brungrön och på svansen svartaktig. Ungdjur kan ha mönster på kroppen. Hannar är tydligt större än honor. De kan väga upp till 10 kg.
Arten lever endast på Grand Cayman i områden som ligger upp till 6 meter över havet. Den vistas i skogar samt buskskogar och besöker odlingsmark samt samhällen.
Honor lägger varje år upp till 22 ägg. Nykläckta ungar dödas ofta av ormen Cubophis caymanus. Vid bra tillgång till mat kan exemplaren para sig för första gången vid tre års ålder. Uppskattningsvis blir vilda individer upp till 50 år. Ett exemplar i fångenskap levde 62 år.
Ungar dödas av katter, hundar, den nämnda ormen och brunråttor. Beståndet påverkas även av landskapsförändringar när jordbruks- och betesmark etableras. Utanför skyddszoner dödas flera individer i trafiken. Antagligen fångas några exemplar av öns befolkning och hålls som terrariedjur. Grön leguan blev introducerad på Grand Cayman. Såvida känt tolererar arterna varandra. Däremot kan besökare få uppfattningen att det finns tillräckligt många leguaner på ön. IUCN listar arten som starkt hotad (EN).